# Ulrich Klan

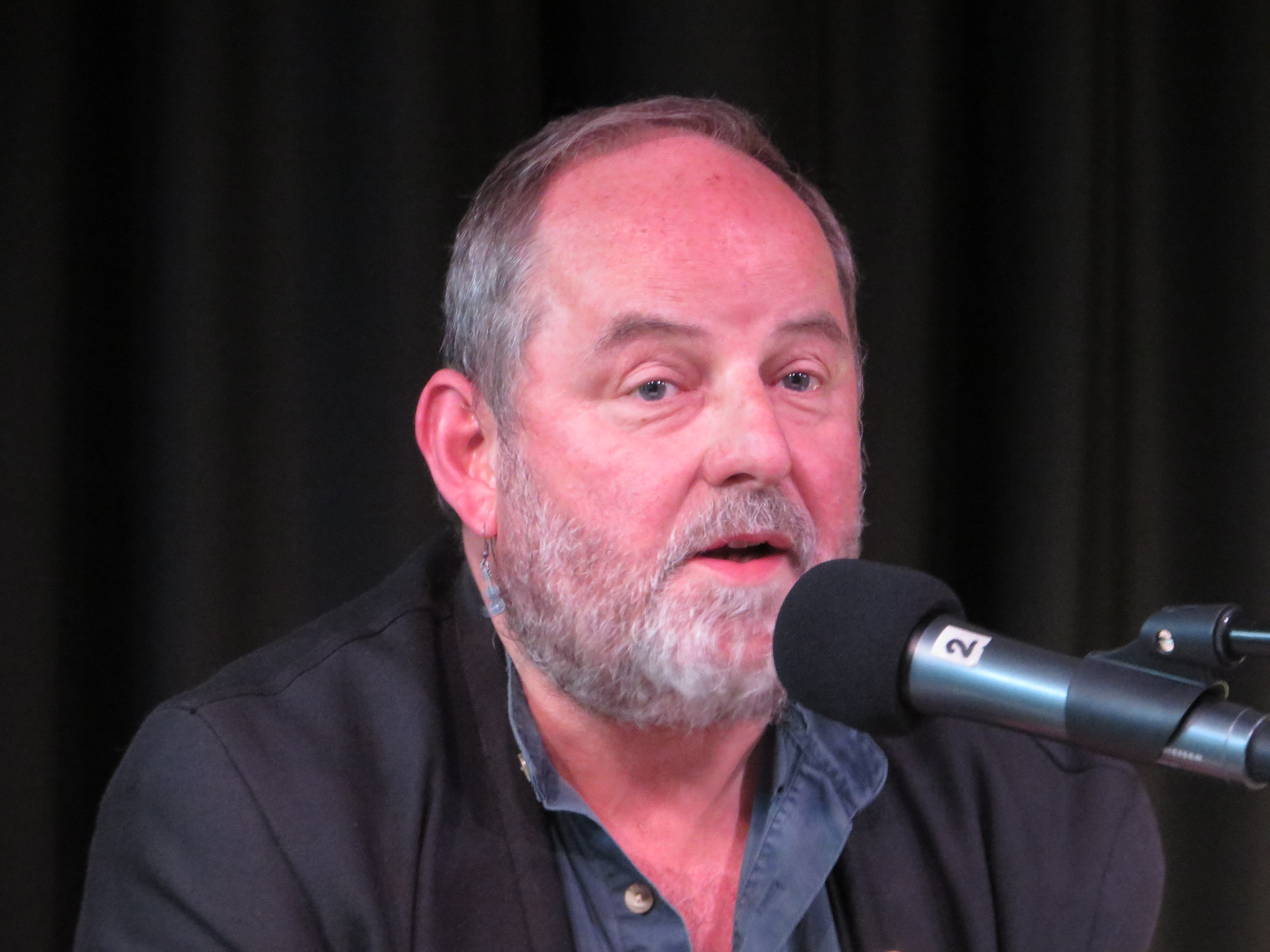
Ulrich Klan, 2019

Ulrich Klan (* 17. März 1953 in Hof) ist ein deutscher Musiker, Komponist, Gesamtschullehrer und libertärer Autor.

## Leben
Bereits als Jugendlicher war Klan außerordentlicher Teilnehmer bei den Internationalen Ferienkursen für Neue Musik in Darmstadt. Durch Konzerte und Tourneen in Frankreich, Österreich, Israel, Schweiz und Italien wurde er als Musiker und Komponist über die Landesgrenzen hinaus bekannt. Darüber hinaus gab Klan Konzerte beim Liedermacherfestival in Rheinsberg, auf dem Rudolstadtfestival und im Haus der Kulturen der Welt, beim WDR, SWR, NDR und bei Radio Bremen. 1983 war er Mitgründer der Wuppertaler Werkstatt – freie Schule für Musik und Tanz, die bis heute besteht. Im November 2000 stellte Klan im Berliner Mehringhof das Projekt Lebenslaute vor. „Lebenslaute gegen Todesstille“ – gewaltfreie Konzertblockaden gegen Krieg und Umweltzerstörung. Zum 10-jährigen Bestehen der Zeitschrift Schwarzer Faden spielte die Wuppertaler Posaunengruppe um Ulrich Klan.
Klan studierte in Wuppertal von 1978 bis 1984 die Fächer Musik und Sozialwissenschaften und hat ein abgeschlossenes Lehramtsstudium für die Sekundarstufen I und II, für Kinder ab der 5. Klasse bis zum Abitur. Vor dem Antritt als Lehrer an der Else-Lasker-Schüler-Gesamtschule in Wuppertal-Elberfeld hatte er als freier Musikpädagoge gearbeitet. Ein Schwerpunkt seiner Arbeit lag und liegt bei freiwilligen, kreativen Projekten, zum Beispiel bei den Arbeitsgemeinschaften Ethik und Musik, Internationaler Chor, Orchester, Theater, Kinderoper und -musical.
Er ist Mitgründer der internationalen Armin T. Wegner-Gesellschaft (Wuppertal), der Musikerinitiative Lebenslaute sowie der Bürgerinitiative Freie Heide. Die Zeitschrift Der Spiegel über die Initiative: „Nach 17 Jahren hatte die Bürgerinitiative Freie Heide in ihrem Kampf gegen den Luft-Boden-Schießplatz Bombodrom so viele Treffer gelandet, dass ihr Gegner, der Bundesverteidigungsminister, aufgeben musste.“. Die Initiative erhielt im März 2007 den Göttinger Friedenspreis. Lebenslaute, „für Musik im zivilen Ungehorsam gegen Krieg und Umweltzerstörung“, organisierte unter anderem drei Konzertblockaden gegen das „Atom(Müll-)Programm“ in Gorleben, bei der US-Airbase in Frankfurt/M. zu Beginn des zweiten Golfkrieges 1991 sowie eine Blockade mit klassischer Musik zu den Pershing-Raketendepots in Mutlangen (1986), diese war die bundesweite „Premiere“ von Lebenslaute. Von 1992 bis 2009 hatte Lebenslaute die Initiative „FREIe HEIDe“ mehrmals vor Ort musikalisch begleitet auf „verbotenem Gelände“ der Bundeswehr als diese einen Bombenabwurfplatz errichten wollte.

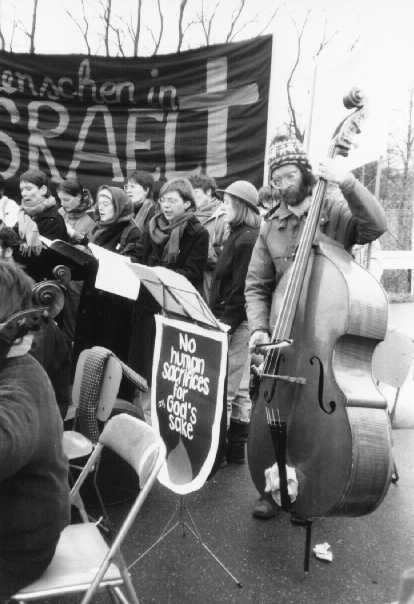
„Konzertblockade“ der Gruppe Lebenslaute

Klan initiierte und leitete die internationalen Musik-, Erinnerungs- und Verständigungsprojekte Europe meets Australia (1999), Picture of a voice/Görünen Ses/Patker me Zaini/Zelem schel Hakol/Surat e Saut (2003 bis 2008) und ist Projektleiter sowie Initiator der Internationalen Albert Camus-Tage 2010. Außerdem Mitbegründer von „FORTSCHROTT – Musiksatire“ (seit 1980). Die Gruppe wurde mit dem Musikpreis des WDR ausgezeichnet. Ebenfalls von ihm gegründet wurde das Trio Con Voice (Wuppertaler Klaviertrio) mit klassischem Repertoire sowie mit Neuer Musik des 20. und 21. Jahrhunderts und das DUO DADA.
Er komponierte neue Orient-Okzident-Musik zu Texten von Else Lasker-Schüler und Armin T. Wegner, diese wurden 2008 in einem gemeinsamen Konzert mit Konrad Hupfer in Wuppertal uraufgeführt mit dem renommierten „Nova Ensemble“. Klan dirigierte darüber hinaus das Finale des Poetischen Lichtspieles unter der Müngstener Brücke, mit über 400 jungen Musikantinnen und Musikanten aus Remscheid, Wuppertal und Solingen. Im Mai 2005 fand die Uraufführung eines türkisch-deutschen Konzertes unter dem Titel Störche über dem Bosporus unter Beteiligung des Ensemble Mondial des türkischen Komponisten Betin Güneş und des Ensemble „Yusuf“ von Ulrich Klan statt.
Am 2. April 2011 war in Wuppertal die Uraufführung des dreisprachigen (deutsch, türkisch, armenisch) Oratoriums für den ermordeten Journalisten Hrant Dink: „Wie eine Taube / bir güvercin gibi / aghavnii me neman“, vor einem internationalen Publikum und Ehrengästen aus Istanbul und Armenien. Musik: Ulrich Klan. Nach Worten von Hrant und Rakel Dink, aus Talmud, Bergpredigt und Koran sowie von west-östlichen Dichtern: Else Lasker-Schüler, Dschallaludin Rumi, Armin T. Wegner und Bertolt Brecht. Für gemischten Chor, Streichorchester, Sprecher und Instrumentalsoli: Duduk, Baglama, Violine, Violoncello, Klavier und Schlaginstrumente. Das Werk löste „stehende Ovationen“ aus, so die Westdeutsche Zeitung.

## Kompositionen (Auswahl)
- Seid Sand, nicht das Öl im Getriebe der Welt, für Chor und Orchester. Nach dem gleichnamigen Gedicht von Günter Eich. (1988)
- Ava, Chansons zu Gedichten von Armin T. Wegner. Für Gesang, Klarinette, Flöte und Klavier. 1987, 2004, 2008
- Mein blaues Klavier. Liederzyklus zu Gedichten von Else Lasker-Schüler für Gesang, Bassklarinette, Flöte, Klavier, Wasser und Steine. 1988, 2007
- Freiheit ist Mühsam, Lieder für Gesang und Blechbläser nach Gedichten von Erich Mühsam. 1989
- Die Grüne Flöte vom Rio Beni, Melodram für Sprecher, Synthesizer, Gitarre und Percussion, nach dem gleichnamigen Märchen von Paul Zech.
- Arten, vier Überlebens-Sätze für Zupforchester. (1994) Instrumentalmusik für verschiedene Besetzungen.
- Ausgeleierte Worte, für Stimme und Drehleier. (1990)
- Ich bin so wild nach deinem Erdbeermund, Lieder und tönende Ereignisse für Stimme und Blechbläser zu Versen von Paul Zech. (2006)
- Herbstabend. Neues Heimatlied aus dem Exil, Für Chor und Bläserensemble. Nach dem gleichnamigen Gedicht von Paul Zech. (2006)
- Wie eine Taube / bir güvercin gibi / aghavnii me neman, dreisprachiges Oratorium (Deutsch-Türkisch-Armenisch) in Erinnerung an den ermordeten Journalisten Hrant Dink für gemischten Chor, Sprecher und Sprecherin, Streicher, Duduk, Baglama, Violine, Violoncello, Klavier und Schlaginstrumente nach Texten von Hrant und Rakel Dink, aus Bibel, Talmud und Koran sowie nach Worten westöstlicher Dichter wie Dschallaludin Rumi, Armin T. Wegner, Else Lasker-Schüler und Bertolt Brecht. (2011)

## Film und Bühnenmusik
- Was ihr wollt, Komödie von Shakespeare (1998)
- Wasif und Akif oder die Frau mit den zwei Ehemännern, türkische Komödie von Armin T. Wegner und Lola Landau (2004, 2008)
- Arthur Anonymus und seine Väter, Schauspiel von Else Lasker-Schüler

## CD und DVD-Veröffentlichungen
- Ulrich Klan (Hrsg.), Armin T. Wegner. Bildnis einer Stimme, Picture of a Voice. Hörbuch mit internationalen Vertonungen, unter anderem in: Deutsch, Türkisch, Armenisch und Arabisch. 2 Audio-CDs, Verlag Wallstein, Göttingen 2008, ISBN 978-3-8353-0405-5
- Armin T. Wegner. Bildnis einer Stimme, Inhaltstext in der Deutschen Nationalbibliothek
- Europe meets Australia, Verlag TUM, Wuppertal 1999
- …in der Wüste, ein „Dreigesang ohne Worte für Duduk, Baglama und Viola“. Enthalten auf der CD 100 Jahre neue Musik. Verlag Kantorei, Barmen 2008 und in dem Hörbuch Bildnis einer Stimme.
- Eine DVD-Filmdokumentation des dreisprachigen Oratoriums: Wie eine Taube / bir güvercin gibi / aghavnii me neman, erschien mit drei verschiedenen Textheften. Der Film kann in den drei Sprachen: deutsch, türkisch und armenisch angesteuert werden mit entsprechenden Untertiteln.

## Veröffentlichungen von U. Klan (Auswahl)
Buchbeiträge
- Ulrich Klan, Dieter Nelles: „Es lebt noch eine Flamme“, Rheinische Anarcho-Syndikalisten/-innen in der Weimarer Republik und im Faschismus. Trotzdem Verlag, Grafenau-Döffingen 1990, ISBN 3-922209-72-6
- Ulrich Klan, Dieter Nelles: Alternative Entwürfe im Rheinland – am Beispiel der anarchosyndikalistischen „Freie Erde“. In: Herbert Baumann, Francis Bulhof, Gottfried Mergner (Hrsg.): Anarchismus in Kunst und Politik. Zum 85. Geburtstag von Arthur Lehning. Oldenburg 1984
- Ulrich Klan, Tobias Kiwitt (Hrsg.): Wer die Wahrheit spricht, muss immer ein gesatteltes Pferd bereithalten. Ein Lesebuch. Nachwort v. Günter Wallraff. Wuppertal 2008, ISBN 978-3-00-026295-1 und: Edition Rösner, Wien 2010, ISBN 978-3-902300-50-8
- Ulrich Klan: Über politische Utopien bei Else Lasker-Schüler. In: Cepl-aufmann, Krumeich, Sommers (Hrsg.): Krieg und Utopie, Essen 2006, ISBN 3-89861-619-3
- Ulrich Klan: Ungehorsam, lachend, zivil…,. In: Wolfram Beyer (Hrsg.): Kriegsdienste verweigern – Pazifismus heute. Berlin 2000, ISBN 3-924041-18-0
- Ulrich Klan: Kultur statt KULTURSTADT. In: Wolfgang Haug, Herby Sachs (Hrsg.): Die Ausblendung der Wirklichkeit. Trotzdem Verlag, Grafenau 1989, ISBN 3-922209-31-9
- Ulrich Klan: Else goes Schiller oder Das Theater besetzen. In: Gerold Theobald (Hrsg.): Theater Zeit in Wuppertal, Wuppertal 2001, ISBN 3-87294-874-1
- Ulrich Klan: Widerstand in Düsseldorf – Gründgens bei den Anarchos. In: Stadtbuch Düsseldorf, Köln 1988, ISBN 3-923243-83-9

Beiträge in Zeitschriften
- Ulrich Klan: Weil ich mich nach dem Menschen sehnte. In Schwarzer Faden, Nr. 1, 1988
- Ulrich Klan: Toni Binder. Nachruf auf eine Düsseldorfer Anarchosyndikalistin. In: Schwarzer Faden, Nr. 29, 1988
- Ulrich Klan: Die Austreibung des Fleisches aus der Musik des Abendlandes. In: diesseits, Nr. 19, 20 und 21. Berlin 1992. Online verfügbar
- Ulrich Klan: Armin T. Wegner – Zivilcourage als Programm. In: DIZ Nachrichten, Nr. 25, Papenburg 2005. Online verfügbar. Mit Biografischen Angaben über U. Klan